# Misumenoides dasysternon
Misumenoides dasysternon là một loài nhện trong họ Thomisidae.
Loài này thuộc chi Misumenoides. Misumenoides dasysternon được Cândido Firmino de Mello-Leitão miêu tả năm 1943.